# Club Natació Terrassa
Il Club Natació Terrassa è una società polisportiva spagnola con sede nella città catalana di Terrassa, nella provincia di Barcellona.
Fu fondata il 3 giugno 1932 come società di sport acquatici, per poi allargarsi con il tempo a numerosissime altre discipline. Nuoto e pallanuoto rimangono comunque le principali, con le squadre maschile e femminile che costituiscono una presenza costante nella massima serie del campionato di pallanuoto spagnolo, pur non avendo mai conquistato alcun trofeo.

## Sezioni
- Nuoto (compresa la categoria Masters)
- Pallanuoto
- Atletica leggera
- Calcio
- Escursionismo
- Frontenis
- Futbet (calcio a 5 su erba)
- Hockey su prato
- Judo
- Karate
- Paddle tennis (nella variante Padel)
- Pallacanestro
- Pallamano
- Pattinaggio a rotelle
- Triathlon

## Rosa maschile 2021-2022
| N° |                   | Ruolo | Giocatore        |
| -- | ----------------- | ----- | ---------------- |
|    | Spagna (bandiera) | P     | Jose Motos       |
|    | Spagna (bandiera) | P     | Ivan Sanchez     |
|    | Spagna (bandiera) |       | Oscar Cariillo   |
|    | Spagna (bandiera) |       | Victor Alegre    |
|    | Spagna (bandiera) |       | Francesc Sanchez |
|    | Spagna (bandiera) |       | Ricard Alarcon   |
|    | Spagna (bandiera) |       | Oscar Aguilar    |
|    | Spagna (bandiera) |       | Pol Garcia       |

| N° |                   | Ruolo | Giocatore                 |
| -- | ----------------- | ----- | ------------------------- |
|    | Spagna (bandiera) |       | Sergio Prieto             |
|    | Spagna (bandiera) |       | Alberto Barroso           |
|    | Spagna (bandiera) |       | Victor Flores             |
|    | Spagna (bandiera) |       | Víctor Gutiérrez Santiago |
|    | Spagna (bandiera) |       | Ruben de Lera             |
|    | Spagna (bandiera) |       | Oriol Rodriguez           |
|    | Spagna (bandiera) |       | Jordi Chico               |

## Rosa femminile 2023-2024
| N° |                        | Ruolo | Giocatore           |
| -- | ---------------------- | ----- | ------------------- |
|    | Spagna (bandiera)      | P     | Sandra Domene       |
|    | Spagna (bandiera)      | P     | Jana Tomas Antich   |
|    | Spagna (bandiera)      |       | Anna Vilalta        |
|    | Spagna (bandiera)      |       | Maria Manso         |
|    | Spagna (bandiera)      |       | Sara Quirante Taali |
|    | Spagna (bandiera)      |       | Noelia Cuenda       |
|    | Spagna (bandiera)      |       | Cristina Cantero    |
|    | Spagna (bandiera)      |       | Daniela Quinzada    |
|    | Paesi Bassi (bandiera) |       | Nina ten Broek      |

| N° |                        | Ruolo | Giocatore                 |
| -- | ---------------------- | ----- | ------------------------- |
|    | Spagna (bandiera)      |       | María del Pilar Peña      |
|    | Spagna (bandiera)      |       | Isabel Piralkova          |
|    | Spagna (bandiera)      |       | Paula Camus               |
|    | Ungheria (bandiera)    |       | Lili Forgacs              |
|    | Paesi Bassi (bandiera) |       | Fleurien Bosveld          |
|    | Spagna (bandiera)      |       | Martina Martinez          |
|    | Spagna (bandiera)      |       | Aroa Sanchez Arechavaleta |
|    | Spagna (bandiera)      |       | Julia Vilaseca Lopez      |